# Čavori
Čavori este un sat din comuna Kotor, Muntenegru. Conform datelor de la recensământul din 2003, localitatea are 2 locuitori (la recensământul din 1991 erau 1 locuitor).

## Demografie
În satul Čavori locuiesc 2 persoane adulte, iar vârsta medie a populației este de 52,0 de ani (54,5 la bărbați și 49,5 la femei). În localitate sunt 1 gospodărie, iar numărul mediu de membri în gospodărie este de 2,00.
|  |

| Demografie | Demografie | Demografie |
| An         | Locuitori  | Locuitori  |
| ---------- | ---------- | ---------- |
|            |            |            |
|            |            |            |
|            |            |            |
|            |            |            |
| 1948       | 14         |            |
| 1953       | 14         |            |
| 1961       | 14         |            |
| 1971       | 10         |            |
| 1981       | 3          |            |
| 1991       | 1          | 1          |
| 2003       | 2          | 2          |

| \| Componența etnică conform recensământului din 2003[2] \| Componența etnică conform recensământului din 2003[2] \| Componența etnică conform recensământului din 2003[2] \| Componența etnică conform recensământului din 2003[2] \| Componența etnică conform recensământului din 2003[2] \| \| ----------------------------------------------------- \| ----------------------------------------------------- \| ----------------------------------------------------- \| ----------------------------------------------------- \| ----------------------------------------------------- \| \| \| \| \| \| \| \| Muntenegreni \| Muntenegreni \| \| 2 \| 100% \| \| necunoscută \| necunoscută \| \| 0 \| 0% \| |              |  |   |      |
| Componența etnică conform recensământului din 2003 |              |  |   |      |
| |              |  |   |      |
| Muntenegreni | Muntenegreni |  | 2 | 100% |
| necunoscută | necunoscută  |  | 0 | 0%   |